# 타펠슈피츠
타펠슈피츠(독일어: Tafelspitz)는 송아지 고기나 쇠고기를 각종 채소와 함께 육수에 삶아내는 오스트리아 음식이다. 주로 홍두깨살이나 우둔살을 사용해 만들며, 다진 사과와 겨자무를 곁들인다. 독일의 바이에른주에서도 즐겨 먹는다.

## 같이 보기
- 포토푀